# Julien Bernatchez
Julien Bernatchez est un humoriste, animateur de podcast et DJ québécois né le 2 février 1983 à Havre-Saint-Pierre.

## Biographie
Julien Bernatchez se fait connaître à partir de 2007 avec sa série de vidéos YouTube intitulée Lucky Luke: Mon héros dans laquelle il incarne une version alternative du célèbre personnage de bande dessinée, sorte d’antihéros au destin moins glorieux,,.
Il devient vlogueur en 2014 sur la plateforme Trouble Voir, annexe de l'hebdo culturel Voir, où il interprète « Bande Pensante », un vlogueur loser solitaire. La même année, il participe à l'émission Ce show... avec Mike Ward à l'antenne de MusiquePlus, où il reprend le même rôle.
L’année suivante, il anime Le show de la dernière chance au Zoofest, un spectacle qui a failli s'appeler Lâche pas ta job de jour et mettant en vedette des humoristes «qui sont depuis trop longtemps dans la catégorie de la relève.»
L'humoriste se présente comme candidat dans la circonscription de Laurier—Sainte-Marie à l’élection fédérale d’octobre 2015, où il obtient 160 voix, soit plus que les candidats communiste et marxiste-léniniste.
Il se fait davantage connaître du grand public québécois en 2016 en participant à l’émission de télé-réalité Un souper presque parfait diffusée à l'antenne de Noovo. Le piètre cuisinier y improvise alors des recettes immondes et absurdes comme son fameux «château de saucisses» et sa soupe «à l'eau avec des grumeaux de chou-fleur» et obtient la note de 9 sur 40, soit la pire de l'histoire de l'émission. Son passage à l'émission est qualifié par le chroniqueur télé du quotidien La Presse, Hugo Dumas, de «performance volontairement pourrie» de même que de «coup de pub parfaitement réussi.» Sacré choix du public, Julien Bernatchez est de retour à l’émission un an plus tard.
Toujours en 2016, Les Sommets du cinéma d'animation, un festival de films d'animation se déroulant à Montréal, proposent à Julien Bernatchez de participer à un canular en incarnant un grand historien de l'animation. Sa performance retient l'attention de la revue spécialisée américaine Cartoon Brew, dont un représentant assistait au festival.
Il prend par la suite part à des dizaines de spectacles avec ses collègues des Pic-Bois, les humoristes Maxime Gervais et Dominic Massicotte (Dom Massi).
Le groupe les Pic-Bois se sépare en 2022,.  
Julien Bernatchez continue néanmoins de collaborer avec Maxime Gervais, notamment en prenant part en 2022-2023 à la tournée Con Con Con, en formule trio avec l'humoriste Alex Lévesque.
Il apparaît aussi en 2023 dans les deux docus moqueurs portés par Maxime Gervais, soit La balloune et Le Noël de Claude Crest,.
Au fil des ans, il effectue plusieurs passages remarqués au podcast Sous écoute de l'humoriste Mike Ward,, artiste pour lequel il effectue à compter de 2018 plusieurs premières parties de spectacles en tant que DJ White Russian. En 2024, il ouvre le spectacle de Mike Ward au Centre vidéotron. La même année, il participe à différents événements culturels, dont le festival Santa Teresa.

### Auteur de bande dessinée
En l'an 2020, Julien Bernatchez publie une bande dessinée, Bernatchez Joe, coécrite avec le musicien punk Israël Trudel-Denis et illustrée par les dessinateurs Étienne Laroche, Julien Charbonneau et Maxime Gérin. La bande dessinée met en scène l’alter ego de l’humoriste. Un tome 2, cette fois illustré par Arielle Corbeau et Étienne Laroche, paraît en 2022.
À l’été 2023, Julien Bernatchez est sollicité par l’équipe d'ARTV parmi quelques personnalités francophones afin de recommander son coup de cœur littéraire à l’occasion de la journée « Le 12 août, j’achète un livre québécois ». Il recommande alors la bande dessinée Paul à la maison de Michel Rabagliati.
En 2024, Julien Bernatchez et Jeik Dion font paraître une bande dessinée intitulée Toutatis dans le numéro 18 de la revue Planches. Il s'agit d'une relecture «trash» d'Astérix à «la sauce Tanrantino.» 

### Animateur de podcasts
Julien Bernatchez anime le podcast Des si et des rais depuis 2011,,,. Il s'agit du premier podcast animé par des humoristes au Québec. Au fil des ans, l’émission a réuni Maxime Gervais, Dom Massi, Murphy Cooper, Mathieu Niquette, Étienne Forest, Nicolas Fournier-Laroque, Sophie Croteau, Linda Bouchard et Guillaume Dupuis, entre autres.
Depuis 2022, Julien Bernatchez coanime l'émission Opération Beurre de cinoche avec l'humoriste Guy A. St-Cyr sur CHOQ.ca.
L’émission succède à Box Sophisme, que Bernatchez coanimait avec l’humoriste Dom Massi.
À l’occasion de l’édition 2024 du festival les Rendez-vous Québec Cinéma, Julien Bernatchez et Guy A. St-Cyr reçoivent Maxime Le Flaguais, fils de Michel Côté, et Louis-José Houde, son fils dans De père en flic, d’Émile Gaudreault pour un épisode hommage posthume au comédien Michel Côté de la balado Opération beurre de cinoche. La soirée est enregistrée devant public à la buvette de la Cinémathèque québécoise.

### Jeux vidéos
Julien Bernatchez fait également l'objet de la création d’un jeu vidéo. Intitulé Papier Julien, le jeu est développé par le Studio Cornet et est disponible gratuitement depuis le 24 Juin 2025. Inspiré de l'univers de l’humoriste, le jeu doit «plonger les joueurs et les joueuses dans une nostalgie profonde des jeux de rôle de la console Super Nintendo Entertainment System,».  
Lui-même grand amateur de jeux vidéo, il accorde une entrevue à Radio-Canada dans la foulée de la sortie du jeu The Legend of Zelda: Tears of the Kingdom, en mai 2023. Il déclare à cette occasion: «Comme pour Mario Bros, les Zelda sont des jeux qui ont touché trois ou quatre générations. Le premier est sorti en 1986. Il y a des gens qui ont 50 ans et qui ont grandi avec.» 

## Œuvre

### Auteur de bandes dessinées
- Bernatchez Joe: Au mystérieux pays de la canette, Montréal, avec Israël Trudel-Denis, Étienne Laroche, Julien Charbonneau et Maxime Gérin, Montréal, éditions Rémi Paradis, 2000, 120 pages.  (ISBN 9782981551795)
- Bernatchez Joe T.2 : La Saskatchewan ne répond plus!, avec Israël Trudel-Denis, Arielle Corbeau et Étienne Laroche, Montréal, éditions Rémi Paradis, 2002, 122 pages.  (ISBN 9782982117402)
- Toutatis, avec Jeik Dion, Montréal, revue Planches, numéro 18, printemps 2024, 104 pages.  (ISBN 9782924500385)

### Scénariste
- 2021: La Télé Communautaire des Pic-Bois
- 2020: Le cauchemar de Naël de Predj

### Comédien et chroniqueur
- 2014: Ce show avec Mike Ward (Musique Plus) - Bande Pensante (un vlogueur loser solitaire) [5]
- 2016: Le Mike Ward show (Télétoon) - son propre rôle[38]
- 2016: Fête Nationale - Chico[39]
- 2018: Lydia Képinski Premier Juin remix - son propre rôle[40]
- 2018: Les louanges DMs - son propre rôle[41]
- 2019: Joël Martel Le petit cowboy - Le petit cowboy[42]
- 2021: Les beaux malaises 2.0. - Gars minable[43]
- 2021: Mononc' Serge Vendeur de bières - son propre rôle [44]
- 2021: La Télé Communautaire des Pic-Bois - son propre rôle[39]
- 2021: Capable! Pentagramme de coke 666 - son propre rôle[45]
- 2022: La balloune - Ti-Boule Gariépy[39]
- 2022: Lydia Képinski MTL me déteste[46] (meilleur clip au gala Gamiq 2022[47]) - son propre rôle
- 2022: Humour, Gloire, Danger - son propre rôle
- 2022: Le Noël de Claude Crest - Ti-Boule Gariépy[39]
- 2023: Horreur Xpress (Frissons TV) - son propre rôle[48]
- 2024: Ababouiné - homme qui crie contre les cloches
- 2024: Lakay Nou - livreur de pizza
- 2024: Tie Man - acteur sitcom 1[39]